# Never Sleep Again: The Elm Street Legacy
Never Sleep Again: The Elm Street Legacy je americký dokumentární DVD film z roku 2010 o hororové sérii filmů Noční můra v Elm Street. Vystupuje v něm několik herců, kteří hráli ve filmech, a produkční štáb včetně hlavního režiséra a tvůrce Noční můry Wese Cravena. Dokument vypráví o natáčení a obsahuje komentáře herců a štábu a různé zajímavosti.

## Účinkující
| Jméno              | Činnost                                                                   |
| ------------------ | ------------------------------------------------------------------------- |
| Wes Craven         | Napsal a režíroval první a sedmý díl                                      |
| Robert Englund     | Hrál Freddyho Kruegera ve všech osmi dílech                               |
| Heather Langenkamp | Hrála v prvním, třetím a sedmém díle                                      |
| Robert Shaye       | Producent z New Line Cinema                                               |
| Lisa Wilcox        | Jako Alice Johnsonová ve čtvrtém a pátém díle                             |
| Jeff Katz          | Producent z New Line Cinema                                               |
| John Saxon         | Představil Donalda Thompsona v prvním a třetím díle a v sedmém sám sebe   |
| Clu Gulager        | Představitel Kena Walshe v druhém díle jako táta Jesseho Walshe           |
| Christopher Young  | Hudba v druhém díle                                                       |
| Alice Cooper       | Vzhled Freddyho ve Freddyho smrt – Poslední noční můra                    |
| Dokken             | Hudba v noční můře 3                                                      |
| Monica Keena       | Představitelka Lorry ve Freddy vs. Jaosn                                  |
| Renny Harlin       | Režisér čtvrtého dílu                                                     |
| Chuck Russell      | Režisér třetího dílu                                                      |
| Kane Hodder        | Maskér Jasona                                                             |
| Ronny Yu           | Režisér Freddy vs. Jason                                                  |
| Tuesday Knight     | Hvězda 4 dílu, díky své roli Kristen Parkerové a nazpívali i úvodní píseň |
| Andras Jones       | Představitel Ricka Johnsona ve čtvrtém díle                               |